# 安蒂·米耶蒂宁
安蒂·米耶蒂宁（芬蘭語：Antti Miettinen，1980年7月3日—），生于海门林纳，芬兰男子冰球运动员。他曾代表芬兰国家队参加2010年冬季奥林匹克运动会冰球比赛，获得一枚铜牌。